# Asthenolabus canadensis
Asthenolabus canadensis là một loài tò vò trong họ Ichneumonidae.